# Andrzej Rachuba
Andrzej Wojciech Rachuba (ur. 29 maja 1951 w Pułtusku) – polski historyk, specjalizujący się w historii nowożytnej, długoletni prezes Towarzystwa Miłośników Historii (1996–1999, 2005–2022).

## Życiorys
W 1975 obronił pracę magisterską na Uniwersytecie Warszawskim. W 1979 uzyskał stopień doktora na Wydziale Historycznym UW, na podstawie pracy Wielkie Księstwo Litewskie wobec rokoszu Jerzego Lubomirskiego 1664–1667, napisanej pod kierunkiem Tadeusza Wasilewskiego, a w 1989 stopień doktora habilitowanego w Instytucie Historii Polskiej Akademii Nauk. W 1999 otrzymał tytuł profesora.
Pracuje w Instytucie Historii PAN, pełni funkcję kierownika Pracowni Nauk Pomocniczych Historii i Edytorstwa oraz przewodniczy Radzie Naukowej Instytutu. Specjalizuje się w historii nowożytnej Polski oraz Wielkiego Księstwa Litewskiego. Pełni funkcję wiceprezesa Polskiego Towarzystwa Heraldycznego, a od 1996 jest prezesem Towarzystwa Miłośników Historii.
Został wybrany na członka Komitetu Nauk Historycznych PAN na kadencję 2020–2023.
Od 2011 współredaktor czasopisma „Studia Źródłoznawcze” (w latach 2011–2019 wspólnie z Marią Koczerską, od 2020 wspólnie z Piotrem Węcowskim).
W 2010 wszedł w skład komitetu poparcia Jarosława Kaczyńskiego w wyborach prezydenckich.

## Wybrane publikacje
- Metryka Litewska. Księga Sigillat 1709–1719, Warszawa 1987
- Metryka Litewska. Rejestry podatkowe Wielkiego Księstwa Litewskiego. Województwo wileńskie 1690 r., Warszawa 1989
- Konfederacja Kmicicowska i Związek Braterski wojska litewskiego w latach 1660–1663, Warszawa 1989
- Urzędnicy centralni i dygnitarze Wielkiego Księstwa Litewskiego XIV–XVIII wieku. Spisy (oprac. i wstęp z Henrykiem Lulewiczem), Kórnik 1994
- Urzędnicy inflanccy XVI–XVIII w. Spisy (oprac. z Krzysztofem Mikulskim), Kórnik 1994
- Ciechanowieccy herbu Dąbrowa (współaut.), Warszawa 1997
- Metryka Litewska. Rejestry podymnego Wielkiego Księstwa Litewskiego. Województwo brzeskie litewskie 1667–1690 r., Warszawa 2000
- Metryka Litewska. Księga Wpisów nr 131, Warszawa 2001
- Metryka Litewska. Rejestry podymnego Wielkiego Księstwa Litewskiego. Województwo nowogródzkie 1690 r. (oprac. z Henrykiem Lulewiczem), Warszawa 2002
- Wielkie Księstwo Litewskie w systemie parlamentarnym Rzeczypospolitej w latach 1569–1763, Warszawa 2002
- Urzędnicy Wielkiego Księstwa Litewskiego. Spisy, t. IV, Ziemia smoleńska i województwo smoleńskie XIV-XVIII wiek (redakcja i współautorstwo z H. Lulewiczem i P.P. Romaniukiem), Warszawa 2003
- Pamiętniki Filipa, Michała i Teodora Obuchowiczów (1630-1707), redakcja i opracowanie wraz z H. Lulewiczem, Warszawa 2003
- Urzędnicy Wielkiego Księstwa Litewskiego. Spisy, t. I, Województwo wileńskie XIV-XVIII wiek (redakcja i współautorstwo z H. Lulewiczem i P.P. Romaniukiem przy współpracy Uł. Jemialianczyka(inne języki) i A. Macuka(inne języki)), Warszawa 2004
- Deputaci Trybunału Głównego Wielkiego Księstwa Litewskiego 1697−1794. Spis (redakcja i współautorstwo wraz Przemysławem P. Romaniukiem przy współpracy A. Macuka(inne języki) i J. Aniszczenki(inne języki)), Warszawa 2004
- Deputaci Trybunału Głównego Wielkiego Księstwa Litewskiego 1582–1696. Spis (redakcja i współautorstwo z H. Lulewiczem), Warszawa 2007
- Historia Litwy. Dwugłos polsko-litewski (współautorstwo z J. Kiaupienė i Z. Kiaupa), Warszawa 2008
- Metryka Litewska. Rejestry podymnego Wielkiego Księstwa Litewskiego. Województwo mścisławskie 1667 r., Warszawa 2008
- Вялікае Княства Літоўскае ў парламенцкай сістэме Рэчы Паспалітай (1569–1763 гг.), tłum. z języka polskiego M. Ramanouski, redakcja Henadz Sahanowicz, Mińsk 2008
- Urzędnicy Wielkiego Księstwa Litewskiego. Spisy, t. II. Województwo trockie XIV–XVIII wiek (redakcja i współautorstwo z H. Lulewiczem, P.P. Romaniukiem i A. Haratymem przy współpracy A. Macuka(inne języki) i J. Aniszczenki(inne języki)), Warszawa 2009
- Metryka Litewska. Rejestry podymnego Wielkiego Księstwa Litewskiego. Województwo smoleńskie 1650 r. (redakcja i współautorstwo ze S. Duminem) Warszawa 2009
- Konfederacje wojska litewskiego w latach 1655–1663, Zabrze 2010
- Dzieje rodziny Ciechanowieckich herbu Dąbrowa (XIV–XXI wiek) (redakcja i współautorstwo z H. Lulewiczem, J. Sikorską-Kuleszą, S. Duminem, A. Haratymem, A. Macukiem(inne języki) i A. Pospiszil), Warszawa 2013
- Urzędnicy Wielkiego Księstwa Litewskiego. Spisy, t. III, Księstwo Żmudzkie XV-XVIII wiek (redakcja i współautorstwo z H. Lulewiczem, P.P. Romaniukiem, A. Haratymem), Warszawa 2014
- Rejestry popisowe pospolitego ruszenia szlachty Wielkiego Księstwa Litewskiego z 1621 r. (oprac.), Warszawa 2015
- Metryka Litewska. Rejestry podymnego Wielkiego Księstwa Litewskiego. Województwo połockie 1667 i 1690 r. (redakcja i opracowanie z. H. Lulewiczem), Warszawa 2018
- Urzędnicy Wielkiego Księstwa Litewskiego. Spisy, t. V, Ziemia połocka i województwo połockie XIV-XVIII wiek, red. H. Lulewicza (współautorstwo z H. Lulewiczem, A. Haratymem, A. Macukiem(inne języki), A. Radomanem(inne języki), przy współpracy W. Hałubowicza i P.P. Romaniuka), Warszawa 2018
- Urzędnicy Wielkiego Księstwa Litewskiego. Spisy, t. IX, Województwo mścisławskie XVI–XVIII wiek (redakcja i współautorstwo z H. Lulewiczem, T. Jaszczołtem, A. Radomanem(inne języki), P. P. Romaniukiem, A. Macukiem(inne języki), A. Danilczykiem i A. Haratymem), Warszawa 2019

## Odznaczenia
- Krzyż Komandorski Orderu Odrodzenia Polski – 2024[5]
- Krzyż Oficerski Orderu Odrodzenia Polski – 2009[6]
- Złoty Krzyż Zasługi (2003)[7]